# 767 Bondia
767 Bondia eller 1913 SX är en asteroid i huvudbältet, som upptäcktes 23 september 1913 av den amerikanske astronomen Joel Hastings Metcalf i Winchester. Den är uppkallade efter de amerikanska astronomerna och far och son, William och George Bond.
Asteroiden har en diameter på ungefär 43 kilometer och den tillhör asteroidgruppen Themis.